# Paula Cale
Pour les articles homonymes, voir Cale.
Paula Cale, née le 2 juin 1970 à Great Falls, Virginie (États-Unis), est une actrice américaine.

## Filmographie
- 1996 : Buddies (série TV) : Lorraine
- 1996 : Local Heroes (série TV) : Gloria
- 1997 : Office Killer : Paula
- 1998 : Milo : Marian
- 1999 : Providence (Providence) (série TV) : Joanie Hansen
- 2001 : La Ballade de Ryan (Brian's Song) (TV) : Joy Piccolo
- 2002 : Martin and Lewis (en) (TV) : Betty Martin
- 2004 : In the Game (TV)
- 2004 : Mommy : Tracey
- 2008 : Un combat pour la vie (Living Proof) : Donna
- 2015 : Cake de Daniel Barnz : Carol